# 龍鄉町
龍鄉町（日语：／ Tatsugō chō */?，是位於日本奄美大島東北部的行政區劃，屬鹿兒島縣大島郡。其南北兩側皆臨海，轄內多為丘陵地，北側為龍鄉灣及笠利灣，西側為奄美大島最大城市奄美市，東側則是奄美市的飛地笠利町地區。
町內產業以農業為主，秀貴甘蔗為最主要的經濟作物，

## 人口
| 龍鄉町人口分布圖 |                                               |  |
| 龍鄉町與日本全國年齡別人口分布比較圖 （2005年資料） | 龍鄉町的年齡、男女別人口分布圖 （2005年資料） |  |
| ■紫色是龍鄉町 ■綠色是全国 | ■藍色是男性 ■紅色是女性                       |  |
| 龍鄉町人口變化 \| 1970年 \| 6,610人 \| \| \| 1975年 \| 6,220人 \| \| \| 1980年 \| 6,136人 \| \| \| 1985年 \| 6,183人 \| \| \| 1990年 \| 5,967人 \| \| \| 1995年 \| 5,889人 \| \| \| 2000年 \| 6,002人 \| \| \| 2005年 \| 6,002人 \| \| \| 2010年 \| 6,078人 \| \| \| 2015年 \| 5,806人 \| \| \| 2020年 \| 5,817人 \| \| |                                               |  |
| 資料來源：日本總務省統計中心提供之人口普查數據 |                                               |  |
| 1970年 | 6,610人                                       |  |
| 1975年 | 6,220人                                       |  |
| 1980年 | 6,136人                                       |  |
| 1985年 | 6,183人                                       |  |
| 1990年 | 5,967人                                       |  |
| 1995年 | 5,889人                                       |  |
| 2000年 | 6,002人                                       |  |
| 2005年 | 6,002人                                       |  |
| 2010年 | 6,078人                                       |  |
| 2015年 | 5,806人                                       |  |
| 2020年 | 5,817人                                       |  |

## 历史
奄美大島在13世紀至16世紀曾是琉球王國的控制範圍，17世紀初日本薩摩藩出兵琉球王國後，此地連同奄美大島實際上成為薩摩藩的直屬領地，也由於遠離薩摩藩本土，成為薩摩藩流放罪人的地方，19世紀中西郷隆盛就曾被流放至此，並在此與當地居民結婚生子。
19世紀末日本實施廢藩置縣後隸屬鹿兒島縣，但直到1908年日本政府在奄美群島實施島嶼町村制後，才在此設立龍鄉村。
1945年二次大戰結束後，本地一度隨著奄美群島被美軍劃入琉球列島美國軍政府的管理下，一直到1953年美軍才結束對本地的軍政統治交給日本，再次隸屬鹿兒島縣。
1975年升格改制為龍鄉町。

## 交通
奄美大島唯一的機場奄美機場奄美市笠利町地區，因此龍鄉正好位於機場與奄美市區之間，藉由島巴士的客運路線可以往來機場及奄美市區之間。

## 觀光資源
19世紀維新三杰之一的西郷隆盛在被流放至奄美大島期間曾居住於現在的龍鄉地區，因此龍鄉現在也以「西鄉隆盛的因緣地」發展觀光，市區內的龍鄉町生涯學習中心「留學館」即收集了大量西鄉隆盛相關的資料，其二樓則規劃為文化財展示室「奄美、龍鄉　島博物館」，其內也展出西郷隆盛在龍鄉的相關文物資料；西鄉隆盛過去的住所在其後人重新整理後，現在也以「西郷南洲流謫跡」對外開放。
本地的特產則包括大島紬和奄美黑糖燒酎。

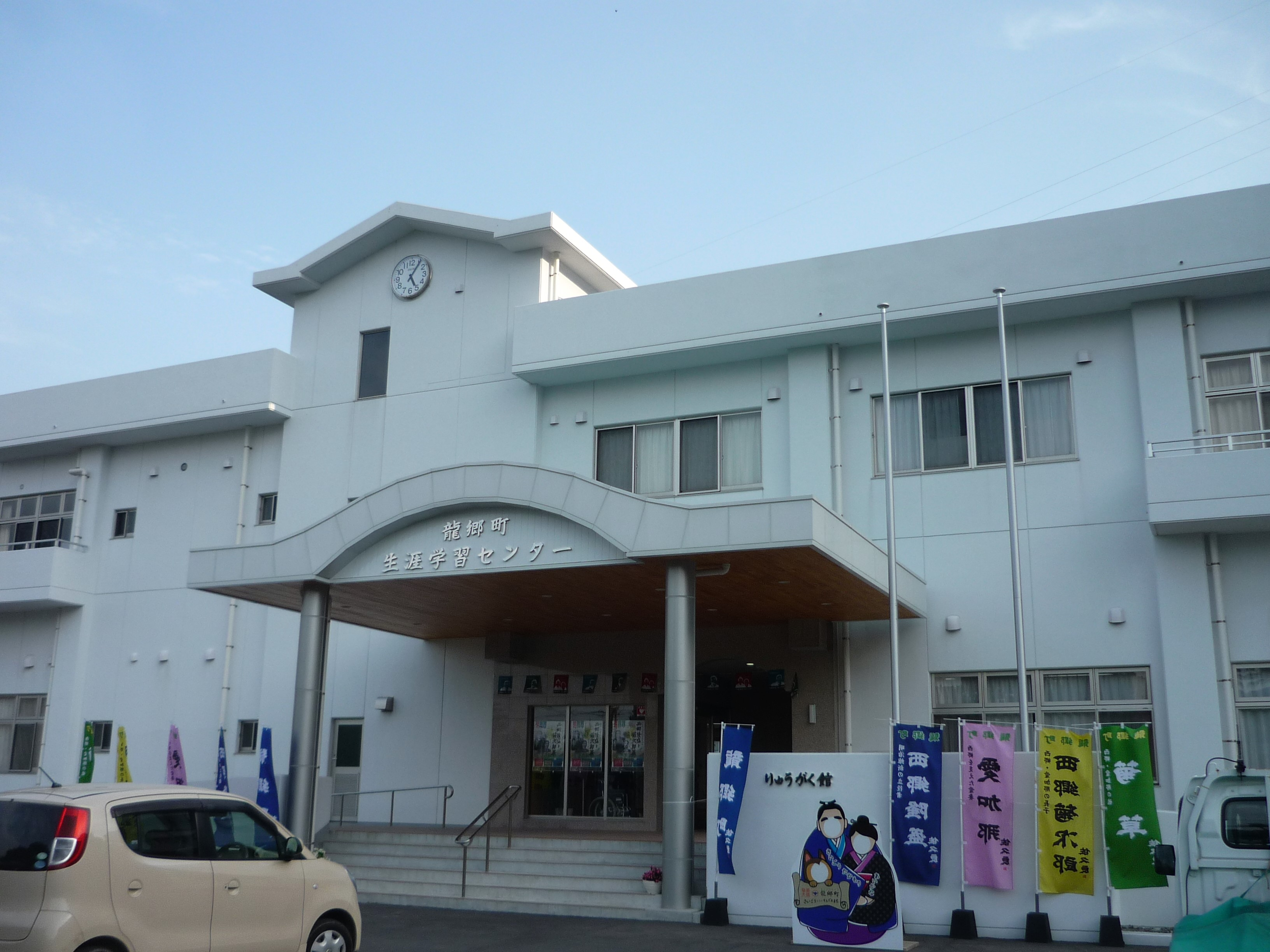
龍鄉町生涯學習中心「留學館」

## 姊妹、友好都市

### 日本
全日本名稱中有「龍」字的市町村共同組成了「龍高峰會」，過去最多時曾經有15市町村參加，但在2000年代的平成大合併之後僅剩6個行政區劃，因此此組織現在也已暫停活動。
1. 北龍町（北海道雨龍郡）
2. 雨龍町（北海道雨龍郡）
3. 八龍町（日语：八竜町）（秋田縣山本郡）：已於2006年3月20日合併為三種町。
4. 龍崎市（茨城縣）
5. 龍王町（日语：竜王町 (山梨県)）（山梨縣中巨摩郡）：已於2004年9月1日合併為甲斐市。
6. 天龍村（長野縣下伊那郡）
7. 龍山村（日语：龍山村 (静岡県)）（靜岡縣磐田郡（日语：磐田郡））：已於2005年7月1日併入濱松市，現為濱松市天龍區的一部份。
8. 天龍市（靜岡縣）：已於2005年7月1日併入濱松市，現為濱松市天龍區的一部份。
9. 龍洋町（日语：竜洋町）（靜岡縣磐田郡）：已於2005年4月1日合併為磐田市。
10. 龍王町（滋賀縣蒲生郡）
11. 龍神村（日语：龍神村）（和歌山縣日高郡）：已於2005年5月1日合併為田邊市。
12. 龍野市（兵庫縣）：已於2005年10月1日合併為新設置的龍野市。
13. 龍北町（日语：竜北町）（熊本縣八代郡）：已於2005年10月1日合併為冰川町。
14. 龍岳町（日语：龍ヶ岳町）（熊本縣天草郡）：已於2004年3月31日合併為上天草市。
15. 龍鄉町（鹿兒島縣大島郡）

## 本地出身之名人
過去西鄉隆盛流放於此期間，與本地出身的愛加那在此生下的西鄉菊次郎，後來隨著西鄉隆盛前往鹿兒島，並於西南戰爭結束後從政，在19世紀末曾被派至台灣擔任臺北縣宜蘭支廳長，後來也成為宜蘭廳第一任廳長；回到日本後也曾擔任京都市市長。

## 外部連結
- （日語） 龍鄉町公所的Facebook專頁
- （日語） 龍鄉町 觀光指引 （页面存档备份，存于）